# 広島熊野道路
広島熊野道路（ひろしまくまのどうろ）は、広島県道34号矢野安浦線のバイパス。広島県道路公社が管理する一般有料道路であったが、2020年12月6日に無料開放された。

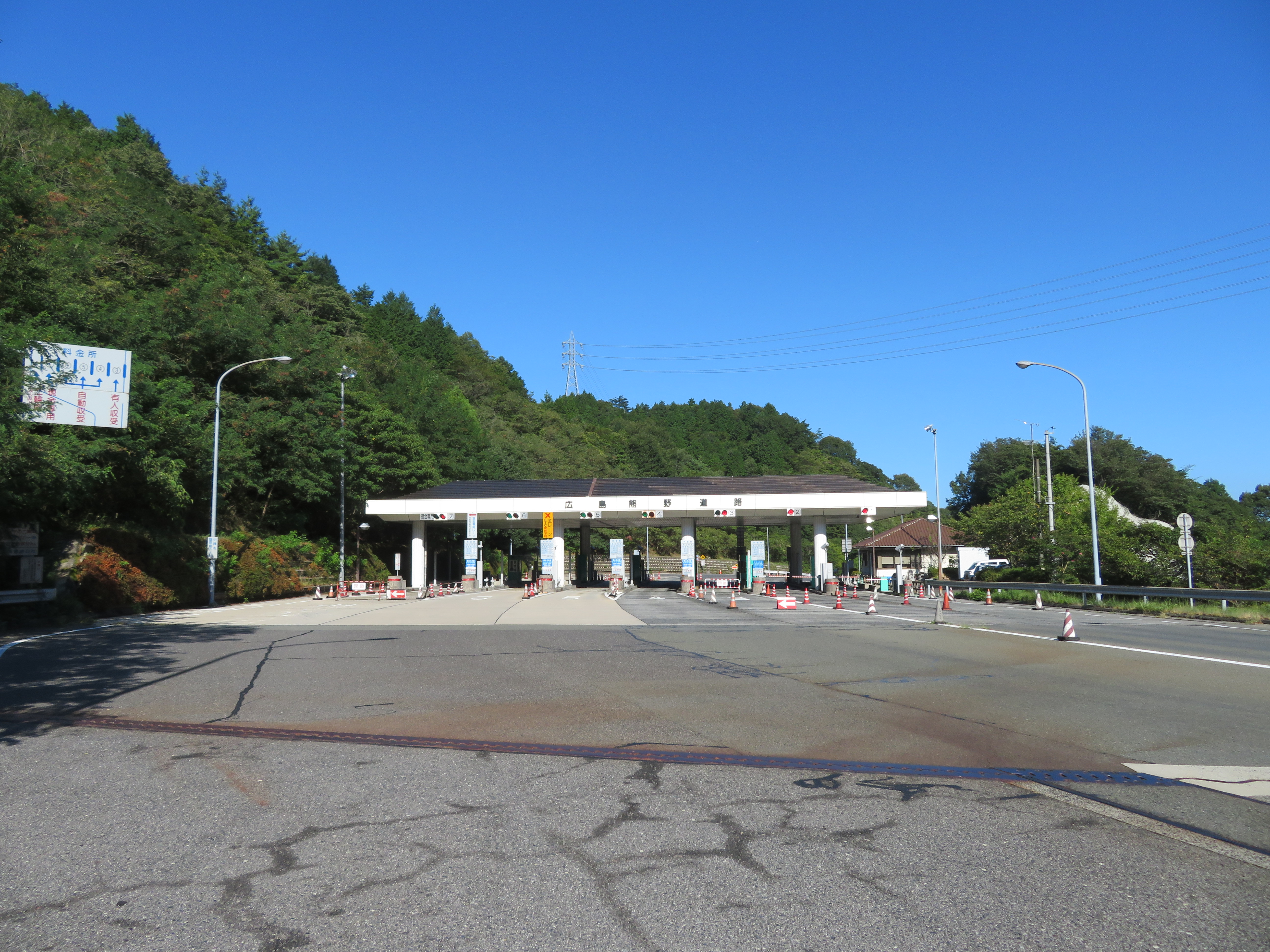
料金所（1990年12月6日～2020年12月6日）

県道34号矢野安浦線が超える矢野峠の直下を熊野トンネルで貫通する形で建設されている。この道路ができたことにより、矢野ニュータウンが出来た。
広電バスも利用する。歩行者は通行できない。有料道路時代は料金所（#1、#2：熊野方面自動支払機、#3：通過車両数に応じて双方向対応可能臨時ブース、#4、#5、#6：広島方面自動支払機、#7：広島方面現金専用臨時ブース）で現金か回数券による支払いのみを扱い、ETCは非対応であった。
50cc以下の原動機付自転車の通行は出来ない。ただし平成30年7月豪雨による周辺道路の被害により、2018年7月12日より復旧までの間、通行出来る特例措置を取っていたことがある。

## 概要

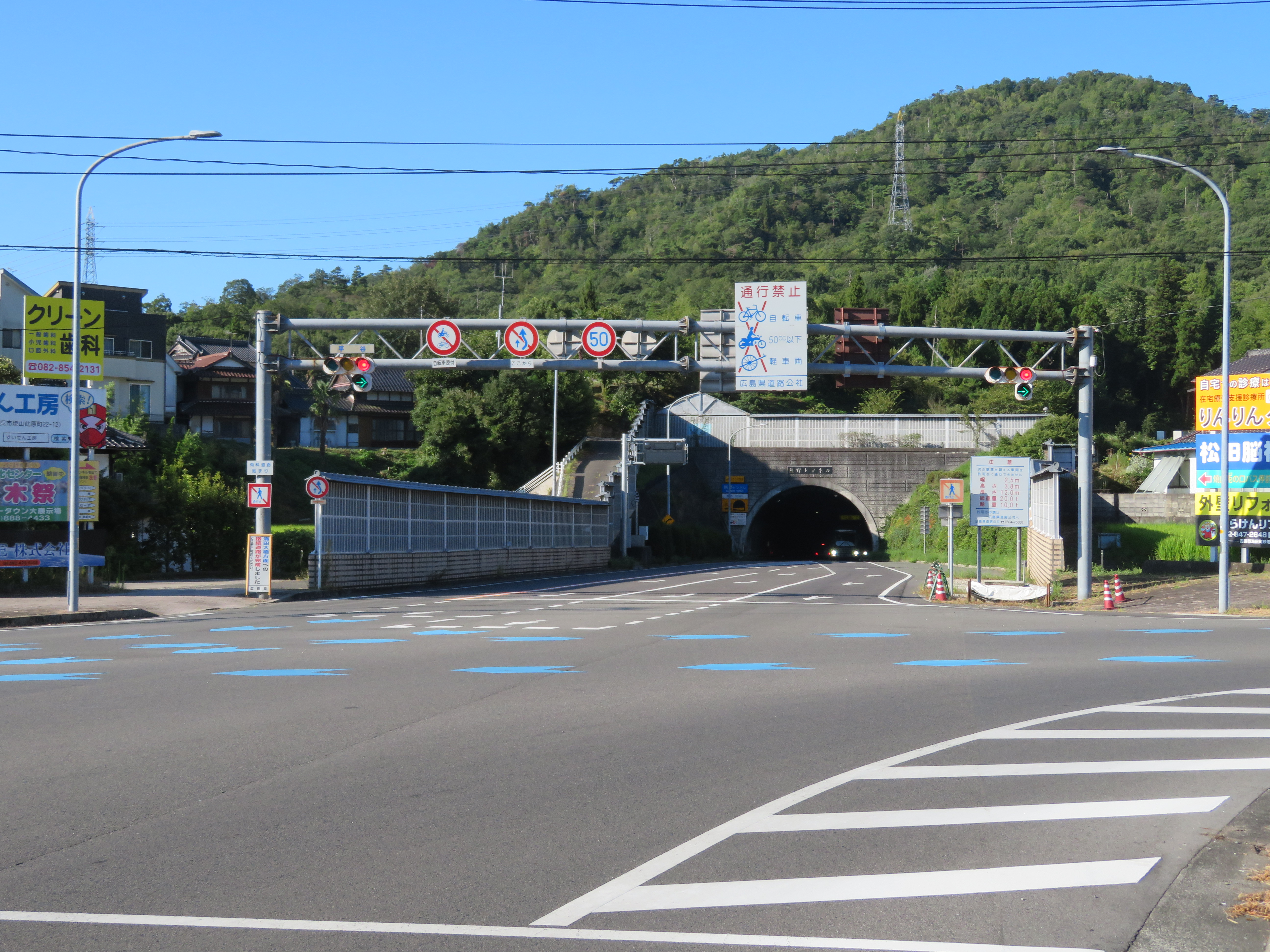
終点付近　安芸郡熊野町平谷

- 起点 広島市安芸区矢野町鷹野宮（広島県道34号矢野安浦線（新道）交点）
- 終点 広島県安芸郡熊野町平谷（広島県道34号矢野安浦線交点、広島県道31号呉平谷線終点）
- 全長 2.4 km（うち熊野トンネル 1,238 m）
- 規格 第3種第2級
- 車線数 2車線
- 設計速度 60 km/h
- 規制速度 60 km/h（一部50 km/h）
- 償還完了 2020年12月5日

## 沿革
- 1990年（平成2年）12月6日 - 供用開始。
- 2020年（令和2年）12月6日 - 無料開放[1]。

## 2020年12月5日までの通行料金
- 軽車両（50cc超 - 125cc以下の原付） : 20円
- 軽自動車・自動二輪車（125cc超） : 150円
- 普通車 : 200円
- 大型車(1) : 300円
- 大型車(2) : 720円

## 料金所
- 料金所は矢野側にあった。

## 交通量
- 10,573台/日（2010年）

（出典：「平成22年度道路交通センサス)
広島県によると、無料開放により交通量が約25,000台に増加する見込みとしている。

## 通過市町村
- 広島県
  - 広島市安芸区 - 安芸郡熊野町